# Hugh Carthy
Hugh John Carthy (n. 9 iulie 1994, Preston, Anglia, Regatul Unit) este un ciclist britanic, component al echipei EF Pro Cycling. Porecla lui Carthy, „Huge”, a fost inventată atunci când numele său a fost pronunțat greșit de un crainic în Giro d'Italia, dar i-a rămas datorită capacității sale de a depune eforturi uriașe.

## Rezultate în marile tururi

### Turul Franței
1 participare
- 2020: locul 37

### Turul Italiei
3 participări
- 2017: locul 92
- 2018: locul 77
- 2019: locul 11

### Turul Spaniei
3 participări
- 2016: locul 125
- 2019: abandon în etapa a 6-a
- 2020: câștigător în etapa a 12-a